# Weltmeisterschaften im Bogenschießen 2011

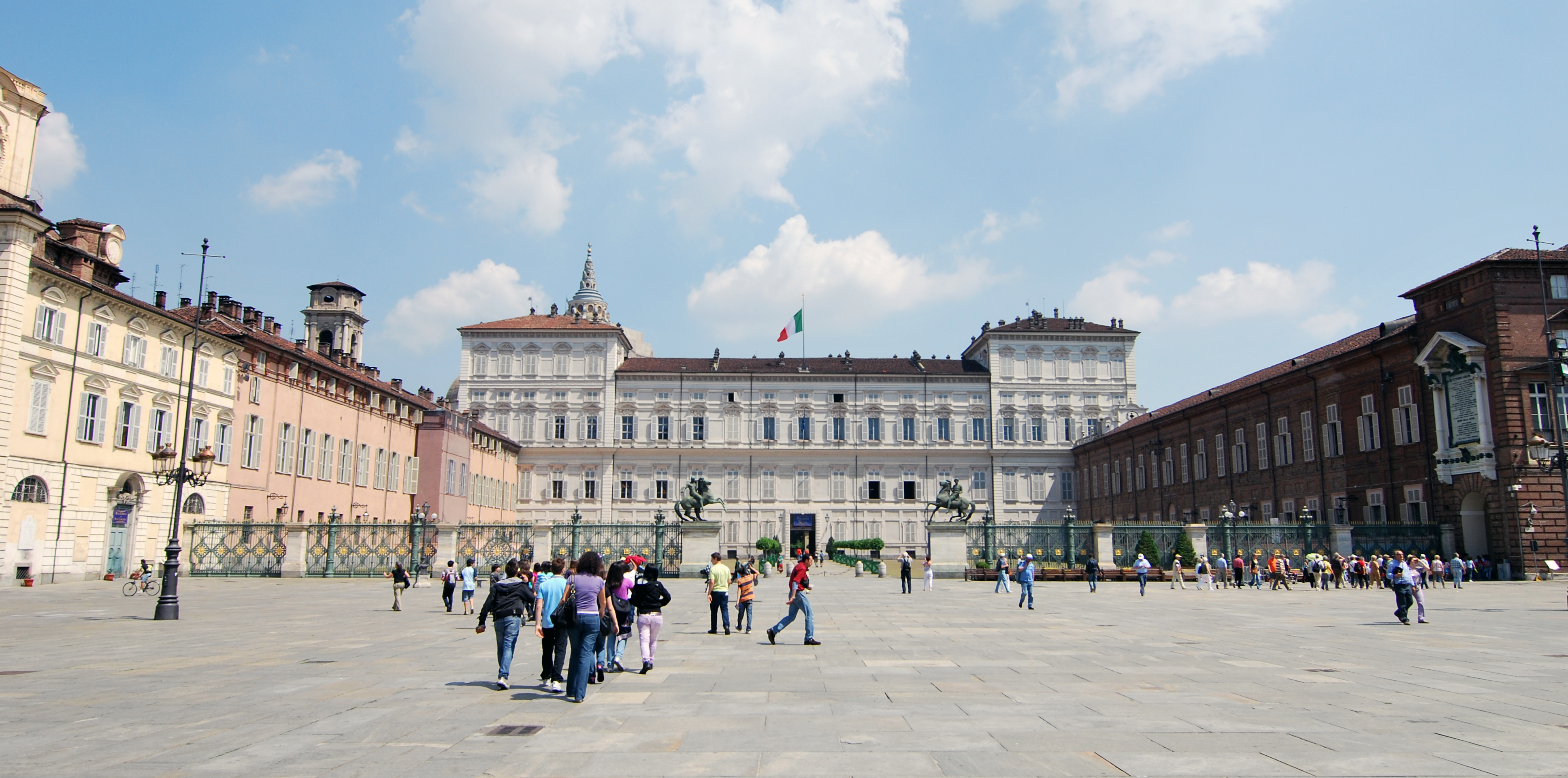
Piazza Castello in Turin

Die Weltmeisterschaften im Bogenschießen 2011 wurden vom 1. bis 9. Juli in Turin und Nichelino, Italien ausgetragen. Erstmals wurden Medaillen in Mixed-Wettbewerben vergeben.
Austragungsort der Vorrunden war der Hof des Schloss Stupinigi in Nichelino. Die Finalrunden wurden auf dem Piazza Castello in Turin ausgetragen.

## Ergebnisse

### Recurvebogen
| Disziplin         | Gold                                                      | Silber                                                          | Bronze                                                 |
| ----------------- | --------------------------------------------------------- | --------------------------------------------------------------- | ------------------------------------------------------ |
| Männer Einzel     | Kim Woo-jin                                               | Oh Jin-hyek                                                     | Brady Ellison                                          |
| Frauen Einzel     | Denisse van Lamoen                                        | Kristine Essebua                                                | Fang Yuting                                            |
| Männer Mannschaft | Südkorea Im Dong-hyun Kim Woo-jin Oh Jin-hyek             | Frankreich Romain Girouille Gaël Prévost Jean-Charles Valladont | Italien Michele Frangilli Marco Galiazzo Mauro Nespoli |
| Frauen Mannschaft | Italien Guendalina Sartori Jessica Tomasi Natalia Valeeva | Indien Laishram Bombayla Devi Deepika Kumari Chekrovolu Swuro   | Südkorea Han Gyeong-hee Jung Daso-mi Ki Bo-bae         |
| Mixed Mannschaft  | Südkorea Im Dong-hyun Ki Bo-bae                           | Mexiko Aída Román Juan René Serrano                             | Großbritannien Laurence Godfrey Amy Oliver             |

### Compoundbogen
| Disziplin         | Gold                                                             | Silber                                                         | Bronze                                                    |
| ----------------- | ---------------------------------------------------------------- | -------------------------------------------------------------- | --------------------------------------------------------- |
| Männer Einzel     | Christopher Perkins                                              | Jesse Broadwater                                               | Reo Wilde                                                 |
| Frauen Einzel     | Albina Loginowa                                                  | Pascale Labecque                                               | Erika Anschutz                                            |
| Männer Mannschaft | Vereinigte Staaten Jesse Broadwater Braden Gellenthien Reo Wilde | Dänemark Martin Damsbo Torben Johannesen Patrick Laursen       | Kanada Christopher Perkins Simon Rousseau Dietmar Trillus |
| Frauen Mannschaft | Vereinigte Staaten Erika Anschutz Cristie Colin Jamie Van Natta  | Iran Seyedeh-Vida Halmianavval Mahtab Parsamehr Shabnan Sarlak | Venezuela Olga Bosch Luzmary Guédez Ana Mendoza           |
| Mixed Mannschaft  | Italien Sergio Pagni Marcella Tonioli                            | Niederlande Peter Elzinga Inge van Caspel                      | Südkorea Choi Yong-hee Seok Ji-hyun                       |

## Medaillenspiegel
| Platz  | Land               | Gold | Silber | Bronze | Gesamt |
| ------ | ------------------ | ---- | ------ | ------ | ------ |
| 1      | Südkorea           | 3    | 1      | 2      | 6      |
| 2      | Vereinigte Staaten | 2    | 1      | 3      | 6      |
| 3      | Italien            | 2    | –      | 1      | 3      |
| 4      | Kanada             | 1    | –      | 1      | 2      |
| 5      | Chile              | 1    | –      | –      | 1      |
| 5      | Russland           | 1    | –      | –      | 1      |
| 7      | Frankreich         | –    | 2      | –      | 2      |
| 8      | Dänemark           | –    | 1      | –      | 1      |
| 8      | Georgien           | –    | 1      | –      | 1      |
| 8      | Indien             | –    | 1      | –      | 1      |
| 8      | Iran               | –    | 1      | –      | 1      |
| 8      | Mexiko             | –    | 1      | –      | 1      |
| 8      | Niederlande        | –    | 1      | –      | 1      |
| 14     | China              | –    | –      | 1      | 1      |
| 14     | Großbritannien     | –    | –      | 1      | 1      |
| 14     | Venezuela          | –    | –      | 1      | 1      |
| Gesamt | Gesamt             | 10   | 10     | 10     | 30     |